# 甬台温高速铁路
甬台温高速铁路，是浙江省一条连接宁波市、台州市和温州市之间的高速铁路，甬廣高速鐵路的组成部分，预计于十五五前期开工建设。线路北起宁波西站连接在建通苏嘉甬铁路，途径甬台温三市十余个县（市、区），南至规划温福高速铁路温州东站，全长约307公里，设计时速为350公里/小时，总投资约739亿元。

## 历史
2018年底，浙江省成立甬台温高铁筹建工作协调小组办公室，由浙江省发展和改革委员会主要领导任组长。
2021年9月17日，乐清市发布《乐清市综合交通运输发展“十四五”规划》提及构建乐清综合客运枢纽服务甬台温福高铁等高铁线路。
2022年7月15日，台州市椒江区人民政府发布《台州市椒江区综合交通运输发展“十四五”规划》提及沿海高铁线位沿甬台温铁路进入台州市域范围，过临海站向东折，接入位于椒江的台州站，继而南沿至温岭站进入温州市域；7月26日，台州市铁路建设领导小组办公室发布甬台温高铁规划方案研究项目的竞争性磋商公告，项目于8月16日由中国铁路经济规划研究院和中铁第四勘察设计院组成的联合体中标。
2023年3月14日，三门县人民政府公布《三门县国土空间总体规划（2021-2035年）（草案）》，草案中的综合交通规划图显示沿海高铁线位在既有甬台温铁路以东并于现有三门县站以东设站。7月6日，台州市铁路建设领导小组办公室就温玉铁路延伸至温州方案研究委托代理机构发布竞争性磋商采购公告，竞争性磋商文件中提及该项采购旨在重点研究甬台温高铁线位经玉环跨乐清湾至温州的方案。

## 车站
| 车站名称       | 所在区域 | 所在区域 | 所在区域 | 启用日期      | 连接铁路                  | 城市軌道交通換乘路線                                                     |
| -------------- | -------- | -------- | -------- | ------------- | ------------------------- | ------------------------------------------------------------------------ |
| 甬台温高速铁路 |          |          |          |               |                           |                                                                          |
| 宁波西站       | 浙江省   | 宁波市   | 海曙区   | 规划中        | 通苏嘉甬铁路              | 宁波轨道交通2号线 宁波轨道交通6号线 宁波轨道交通9号线 宁波轨道交通12号线 |
| 象山站         | 浙江省   | 宁波市   | 象山县   | 规划中        |                           |                                                                          |
| 宁海东站       | 浙江省   | 宁波市   | 宁海县   | 规划中        |                           |                                                                          |
| 三门东站       | 浙江省   | 台州市   | 三门县   | 规划中        |                           |                                                                          |
| 临海站         | 浙江省   | 台州市   | 临海市   | 2009年9月28日 | 甬台温铁路 杭台高速铁路   | 台州市域铁路S3线                                                         |
| 台州站         | 浙江省   | 台州市   | 椒江区   | 2022年1月8日  | 杭台高速铁路              | 台州市域铁路S1线 台州市域铁路S2线                                        |
| 温岭站         | 浙江省   | 台州市   | 温岭市   | 2009年9月28日 | 甬台温铁路 杭台高速铁路   | 台州市域铁路S1线                                                         |
| 玉环站         | 浙江省   | 台州市   | 玉环市   | 建设中        | 杭台高速铁路              | 台州市域铁路S1线                                                         |
| 乐清站         | 浙江省   | 温州市   | 乐清市   | 2009年9月28日 | 甬台温铁路 杭温高速铁路   |                                                                          |
| 温州东站       | 浙江省   | 温州市   | 龙湾区   | 规划中        | 温福高速铁路 杭温高速铁路 |                                                                          |